# Ольховая (Гомельская область)
Ольхова́я (бел. Альховая) — деревня в Лельчицком районе Гомельской области Беларуси. В составе Стодоличского сельсовета.
Кругом лес.

## География

### Расположение
В 15 км на северо-восток от Лельчиц, 75 км от железнодорожной станции Ельск (на линии Калинковичи — Овруч), 175 км от Гомеля.

### Гидрография
На западе мелиоративные каналы, соединённые с Жмурненским каналам, через него с рекой Уборть (приток реки Припять).

## Транспортная сеть
Транспортные связи по местной, затем автомобильной дороге Валавск — Лельчицы. Планировка состоит из прямолинейной улицы, ориентированной с юго-запада на северо-восток и застроенной преимущественно двусторонне деревянными крестьянскими усадьбами.

## История
Согласно письменным источникам известна с XIX века как селение в Буйновичской волости Мозырского уезда Минской губернии. В 1908 году хутор Ольховая Старая и хутор Ольховая Новая. Во время Великой Отечественной войны в июне 1943 года оккупанты сожгли деревню и убили 3 жителя. Согласно переписи 1959 года в составе совхоза имени И. В. Мичурина (центр — деревня Гребени).
До 1 декабря 2013 года деревня в составе Гребеневского сельсовета.

## Население

### Численность
- 2004 год — 7 хозяйств, 10 жителей.

### Динамика
- 1897 год — 16 дворов, 106 жителей (согласно переписи).
- 1908 год — хутор Ольховая Старая 13 дворов, 51 житель и хутор Ольховая Новая 2 двора, 15 жителей.
- 1921 год — 24 двора, 137 жителей.
- 1940 год — 38 дворов, 162 жителя.
- 1959 год — 123 жителя (согласно переписи).
- 2004 год — 7 хозяйств, 10 жителей.